# Куролап, Семён Александрович
Семён Александрович Куролап (род. 19 февраля 1958 года) — советский и российский географ, известный специалист в области медицинской географии и геоэкологии, руководитель Воронежской геоэкологической научной школы. Декан факультета географии, геоэкологии и туризма Воронежского государственного университета, председатель Воронежского областного отделения Русского географического общества. Доктор географических наук, профессор.

## Биография

### Образование
В 1980 году окончил географический факультет Московского государственного университета имени М. В. Ломоносова по специальности «География» со специализацией «Биогеография».
В 1987 году защитил диссертацию на соискание ученой степени кандидата географических наук.
В 1999 году защитил диссертацию на соискание ученой степени доктора географических наук по теме «Геоэкологические основы мониторинга здоровья населения и региональные модели комфортности окружающей среды».

### Трудовая деятельность
В 1980 году после окончания географического факультете МГУ начал работу на Воронежской областной санитарно-эпидемиологической станции. Работал на санэпидстанции инженером в лаборатории электромагнитных полей. С 1981 по 1989 годы работал в Воронежском областном отделе здравоохранения сначала инженером-программистом, позднее заведовал отделом подготовки данных.
С 1989 года перешёл на научно-педагогическую работу на географический факультет Воронежского государственного университета. В 1989—1993 годах — преподаватель кафедры физической географии. В 1993—2000 годах — доцент кафедры геоэкологии и мониторинга окружающей среды.
С 2000 года — заведующий кафедрой геоэкологии и мониторинга окружающей среды Воронежского государственного университета.
В 2003 году присвоено ученое звание профессора.
С 2017 года — декан факультета географии, геоэкологии и туризма Воронежского государственного университета.
С октября 2021 года — временно исполняющий обязанности председателя Воронежского областного отделения Русского географического общества. С июня 2022 года избран председателем Воронежского областного отделения Русского географического общества.

## Научная и учебно-методическая деятельность
С. А. Куролап — известный и крупный специалист в области медицинской географии, геоэкологии, экологии человека и урбоэкологии. В настоящее время конкретные научные интересы связаны с обоснованием геоэкологических и информационных основ медико-экологического мониторинга индустриально-аграрных и урбанизированных регионов (на примере Центрального Черноземья), разработкой научно-методических принципов экологической оценки состояния окружающей среды, созданием моделей комфортности среды обитания по комплексу геоэкологических критериев. Реализовывал множество крупных научных проектов, в том числе при финансовой поддержке грантов Минобрнауки РФ, РФФИ, DGF, ЕС и др. В 2008—2012 гг. под руководством профессора С. А. Куролапа реализован международный экологический проект по проблемам глобального изменения климата и его последствиям в крупных промышленных городах Германии и России (совместно с факультетом метеорологии немецкого университета г. Кассель), а в 2012—2016 гг. выступал координатором от Воронежского госуниверситета в крупном международном проекте TEMPUS («HUMAN Security») по проблемам радиоэкологической безопасности. Организатор и руководитель учебно-научного-производственного центра «Экология человека», который бал создан на основе кооперации кадрового и научно-технического потенциала Факультета географии, геоэкологии и туризма ВГУ и Центра гигиены и эпидемиологии в Воронежской области; учебного ресурсного центра радиоэкологической безопасности, созданного при финансовой поддержке ЕС в рамках реализации проекта TEMPUS. Эксперт РАН по Наукам о Земле.
За короткое время на кафедре геоэкологии и мониторинга окружающей среды ВГУ под руководством С. А. Куролапа выполнены оригинальные исследования в области медицинской географии, которые по авторитетному признанию Б. Б. Прохорова известны научной общественности, как «Воронежский эксперимент».
Научная работа тесно связана с учебно-методической деятельностью. Им разработаны авторские курсы «Экология человека» и «Медико-экологический мониторинг» для студентов географических факультетов. Разработал учебный план и руководит магистратурой в области экологического мониторинга, радиоэкологической безопасности и оценки воздействия на окружающую среду. Научный руководитель аспирантуры по специальности «Геоэкология» в Воронежском университете. Под его научным руководством защищено 8 кандидатских диссертаций.

## Членство и участие в различных организациях
Научные организации:
- Член Ученого совета Русского географического общества (РГО)
- Член Ученого совета Воронежского отделения РГО
- Член Комиссии по развитию туризма РГО

Учебные и методические организации:
- Член учебно-методического совета по экологии и природопользованию Федерального УМО по Наукам о Земле
- Член Ученого совета Воронежского государственного университета
- Председатель Ученого совета факультета географии, геоэкологии и туризма ВГУ

Членство в редколлегиях научных журналов:
- Вестник Воронежского государственного университета. Серия: География. Геоэкология
- Вестник Балтийского федерального университета имени И. Канта. Серия Естественные науки
- Научно-технический вестник Брянского государственного университета (электронный журнал)
- Известия Русского географического общества

Членство в диссертационных советах:
- Д 215.007.01, Диссертационный совет по специальности 25.00.36 «Геоэкология» (Военный учебно-научный центр Военно-воздушных сил «Военно-воздушная академия имени проф. Н. Е. Жуковского и Ю. А. Гагарина»)

## Научные работы
С. А. Куролап является автором и соавтором более 700 научных и учебно-методических работ, в том числе 17 монографий, 50 учебных пособий. Его статьи изданы в известных рецензируемых научных журналах, таких как «Вестник Московского университета», «Вестник Воронежского государственного университета», «Проблемы региональной экологии», «Экологические системы и приборы», «Журнал микробиологии, эпидемиологии и иммунобиологии», «Здравоохранение в РФ», «Теоретическая и прикладная экология» и др. Руководил и принимал участие в разработке различных карт и атласов, среди которых наиболее известны «Атлас Воронежской области» (1994), «Медико-экологический атлас Воронежской области» (2010), «Эколого-географический атлас-книга Воронежской области» (2013).

### Основные научные работы
- Прогнозирование активности очагов зоонозов по факторам среды. М.: Наука, 1992. 182 с. (соавтор: Ротшильд Е. В.)
- Эколого-географические районы Воронежской области. Воронеж: ВГУ, 1996. 216 с. (соавторы: Мильков Ф. Н., Михнов В. Б. и др.)
- Экология и мониторинг здоровья города Воронежа. Воронеж: ВГУ, 1997. 180 с. (соавторы: Мамчик Н. П., Клепиков О. В. и др.)
- Геоэкологические аспекты мониторинга здоровья населения при техногенном загрязнении городской среды // Соросовский образовательный журнал. 1998. № 6.
- Эколого-гигиенические основы мониторинга и охраны городской среды. Воронеж: ВГУ, 2002. 332 с. (соавторы: Мамчик Н. П., Клепиков О. В. и др.)
- Оценка риска для здоровья населения при техногенном загрязнении городской среды. Воронеж: ВГУ, 2006. 220 с. (соавторы: Мамчик Н. П., Клепиков О. В.)
- Медико-экологический атлас Воронежской области. Воронеж: изд-во «Истоки», 2010. 167 с. (гл. редактор; соавторы: Мамчик Н. П., Клепиков О. В. и др.)
- Эколого-географический атлас-книга Воронежской области. Воронеж: ВГУ; РГО, 2013. 512 с. (соавторы: Федотов В. И. и др.)
- Интегральная экологическая оценка состояния городской среды. Воронеж: Научная книга, 2015. 232 с. (соавторы: Клепиков О. В., Виноградов П. М. и др.)
- Медицинская география на современном этапе развития // Вестник ВГУ. Серия: География. Геоэкология. 2017. № 1.

## Награды и премии
- Премия Главы г. Воронежа за научно-исследовательскую деятельность природоохранного значения (2003, 2012)
- Почетная грамота Министерства образования и науки РФ (2008)
- Нагрудный знак «За заслуги перед Воронежским государственным университетом» (2015)